# Milo Manara

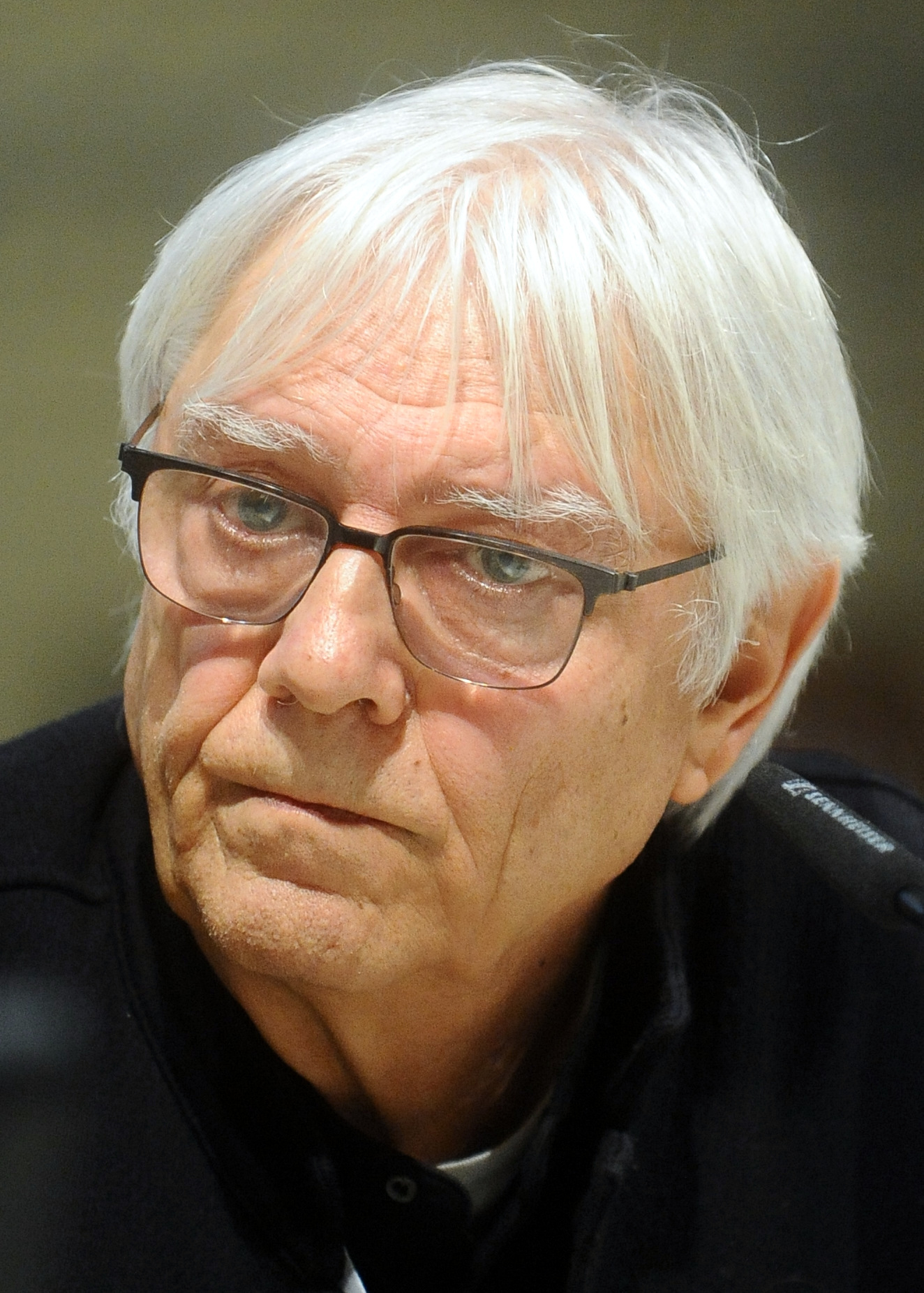
Milo Manara, 2015

Milo Manara (* 12. September 1945 in Lüsen, Südtirol; eigentlich Maurilio Manara) ist ein italienischer Comiczeichner, der vor allem durch seine erotischen Comics, realistischen Zeichnungen und den markanten, präzisen Strich bekannt geworden ist.

## Leben und Werk

### Anfänge und erste Comics
Manara widmete sich am Anfang seiner Karriere, wie viele andere Zeichner auch, zuerst der Malerei und der Werbung, bevor er mit dem Krimi Genius 1969 als Comiczeichner debütierte. Mit regelmäßigen Zeichnungen für zwei in Italien sehr populäre, zum Teil pornografische Comicmagazine des Genre fumetti neri (Kriminal und Satanik) finanzierte er zwischen 1968 und 1971 sein Architektur-Studium an der Universität Venedig. Gleichzeitig zeichnete er Plakate für ein maoistisches Künstlerkollektiv namens Miraculo. Zuvor war der damalige Architekturstudent bei dem spanischen Bildhauer Miguel Ortíz Berrocal in die Lehre gegangen, wodurch er viel über die plastische Darstellung des menschlichen Körpers gelernt hat.
Zwischen 1971 und 1973 zeichnete Manara die billig produzierte erotische Piratenstory Jolanda de Almaviva und fertigte etliche Comicstrips für die italienischen Magazine Telerompo und Corriere dei Ragazzi. Beim letzteren Magazin, das in den frühen 1980er Jahren eingestellt wurde, zeichnete er 1975 zehn Episoden der Serie La Parola Alla Giuria (Die Geschworenen haben das Wort) nach Vorlagen von Mino Milanis, in denen die Taten jeweils einer historischen Persönlichkeit (Nero, Attila, Maximilien de Robespierre, Robert Oppenheimer usw.) nacherzählt wurden und die Leser am Ende entscheiden sollten, ob die Personen rechtmäßig gehandelt hatten. 1975 veröffentlichte er gemeinsam mit Alfredo Castelli und Mario Gomboli Un fascio di bombe, eine Comic-Untersuchung zur angeblichen Strategie der Spannung, die im Wahlkampf im selben Jahr von der PSI (Partito Socialista Italiano) in einer Auflage von 400.000 Stück verteilt wurde.

### Internationale Erfolge
Der internationale Durchbruch gelang Manara 1978 mit seiner Comicadaption des chinesischen Literaturklassikers Der Affenkönig (mit dem Text von Silverio Pisus, zuerst veröffentlicht im Magazin Pilote). Es folgten Arbeiten für die enzyklopädischen Buchreihen Histoire de France und Die Eroberung der Welt des Verlags Larousse, unter anderem über die Kreuzzüge, Karl den Großen, James Cook und Vasco Núñez de Balboa. Weltruhm erlangte Manara mit den von 1978 bis 1987 nach Vorlagen von Hugo Pratt und Federico Fellini gezeichneten vier Abenteuergeschichten um den Zeitgeist-Helden Giuseppe Bergmann für die belgische Zeitschrift (à suivre), in denen sich einer der intelligentesten Comic-Romanentwürfe mit einem souveränen Erzähl- und Zeichenstil paart.
Manaras Anspielungen auf künstlerische, philosophische und religiöse Themen vermitteln ein komplexes Bild seiner Weltanschauung und seiner Selbstpräsentation als moderner Künstler. Um die Jahrtausendwende sind zwei weitere Hefte mit den Abenteuern von Giuseppe Bergmann, der bekanntesten und erfolgreichsten Figur Manaras, erschienen, die sich jedoch in Stil und Technik deutlich von den Vorgängern unterscheiden. In Zu schaun die Sterne spielt Manara mit Traditionen und Klischees der Malerei und nutzt die Sinnbildlichkeit übernommener Motive zur Bereicherung seiner Bildaussagen. Hier begegnet Bergmann einem Mädchen, das sich in alle möglichen Illustrationen der Weltliteratur hineinstürzt. Als der Comic-Held ihr nachspürt, schlägt er Seiten mit Illustrationen von Botticelli und Doré auf. Es sind Illustrationen zu Dantes Göttliche Komödie. Dann sieht der Leser Umrissformen von Dante und Vergil als seinen Führern durch das Inferno, so wie Doré sie gestochen hat, in einem Panel von Manara stehen. So reflektiert der Comic den Holzstich der Buchillustrationen im 19. Jahrhundert als Vorläufermedium. Manara zeigt sich aber auch fasziniert von einem literarischen Werk, das wie kaum ein anderes bildnerische Imaginationen freigesetzt hat.
Auf einen ähnlichen Rundgang durch die Geschichte der schönen Künste nimmt Manara den Leser in Mein Museum mit, einer Huldigung auf die Malermodelle aus verschiedenen Epochen: die mythische Phryne, die Muse des Praxiteles, Rembrandt van Rijns Lebensgefährtin Hendrickje Stoffels oder das Modell für Caravaggios Tod Mariens.
Viele kennen Manara aber vor allem oder nur durch zwei berühmte, hoch erotische Geschichten, die zu den Höhepunkten seines Œuvres gehören: Außer Kontrolle (1 bis 4; im Original unter dem Titel Il gioco (Das Spiel), 1. Teil veröffentlicht 1983 von Playmen) und Der Duft des Unsichtbaren (1./2.; im Original unter dem Titel Il profumo dell'invisibile). Der erste Teil von Außer Kontrolle wurde 1985 unter dem Titel Le Déclic von Jean-Louis Richard mit Florence Guérin als Claudia Christiani verfilmt. Der Duft des Unsichtbaren wurde 1997 ebenfalls in Frankreich verfilmt.
Für internationales Aufsehen sorgte Manara 1983 auch durch seine Zusammenarbeit mit dem Szenaristen Hugo Pratt, mit dem er sich dem Thema der Kolonisation beider Amerikas widmete (wie zuvor bereits in seinem Western-Comic Vier Finger). Gemeinsam brachten sie Ein indianischer Sommer, eine 144 Seiten lange Graphic Novel heraus.

### Weitere Arbeiten
Weitere bemerkenswerte Arbeiten waren in den folgenden Jahren der Western Der Mann aus Papier (1984 im Volksverlag unter dem Titel Vier Finger erschienen) sowie Comic-Versionen zweier nie verfilmter Drehbücher von Federico Fellini: Die Reise nach Tulum (deutsche Ausgabe bei Carlsen) und Die Reise von G. Mastorna [alias Fernet] (deutsche Ausgabe bei Schreiber & Leser). In seinen Werken hatte Manara mehrfach durch Bildzitate seine Verehrung für Fellinis Filme ausgedrückt. Zudem hatte er die Plakate zu Intervista und Die Stimme des Mondes gestaltet. Fellinis Drehbuch für den geplanten Film Die Reise nach Tulum erschien zuerst als Fortsetzungsserie in der Mailänder Tageszeitung Corriere della Sera. Die geheimnisvolle Abenteuergeschichte folgt den Stationen einer Reise nach Mexiko auf den unenträtselbaren Spuren von Carlos Castaneda. Im Comic übernimmt die Rolle des Filmregisseurs Fellinis Alter Ego Marcello Mastroianni, der mit seiner Truppe nach Mexiko fährt, um dort die geheimnisvolle Welt der einheimischen Zauberer kennenzulernen. Das Drehbuch Die Reise von G. Mastorna hat auf Deutsch der Diogenes Verlag veröffentlicht. Manaras Comic-Version des filmischen Treatments ist angereichert mit absurden Grotesken, surrealen Illustrationen, graphischen Erzählsequenzen und Layout-Scribbles.
Frucht einer weiteren Zusammenarbeit mit Hugo Pratt war 1991 der Band El Gaucho, der nur wenig mit Erotik zu tun hatte, sondern dem Western-Genre zuzuordnen ist. Dabei wird das Epos um „El Gaucho“ durch den Tod Pratts wohl für immer unvollendet bleiben, während Ein indianischer Sommer in sich abgeschlossen ist.
Als Beitrag zum Columbus-Jahr 1992 schuf Manara zusammen mit Enzo Biagi und Giacinto Gaudenzi das Werk Kolumbus (deutsche Ausgabe bei Carlsen), das Schulbuchqualitäten hat, aber immer interessant und spannend bleibt.
Ebenfalls 1992 zeichnete Manara den Comic El Fuego y las Entranas, dessen Szenario der Filmregisseur Pedro Almodóvar schrieb.
Im Bereich der Werbung gestaltete Manara neben Autowerbung z. B. 1998 zwei Werbespots für Chanel Nº 5 mit dem Modell Estella Warren in der Rolle des Rotkäppchens, beide unter der Regie von Luc Besson. Eine Auswahl seiner Reklame-Arbeiten ist im Artbook Memory zu finden. 2007 unterzeichneten der Panini Verlag und Milo Manara einen Exklusiv-Vertrag, der die weltweite Lizenzierung sämtlicher Werke und Merchandising-Produkte Manaras umfasst.

## Publikationen

### Comics (chronologisch)
- Abenteuer des Giuseppe Bergmann (Les Aventures de Giuseppe Bergman)

Band 1 – Das große Abenteuer (H.P. e Giuseppe Bergman, 1978)
Band 2 – Ein Autor sucht sechs Personen (Un autore in cerca di sei personaggi, 1980)
Band 3 – Tag des Zornes (Dies Irae (Le avventure africane di Giuseppe Bergman), 1982)
Band 4 – Ein Traum … vielleicht … (Rêver, peut-être, 1988)
Band 5 – … Zu schaun die Sterne (Revoir les étoiles, 1998)
Band 6 – Die Odyssee des Giuseppe Bergmann (L’Odyssée de Giuseppe Bergman, 2004)
- Der Affenkönig (Le Singe, 1980; Text: Silverio Pisu; Erstveröffentlichung in Pilote: 1978)
- Der Schneemensch (L’Homme des neiges, 1979)
- Vier Finger (Quatre Doigts, l’homme de papier, 1982)
- Außer Kontrolle, 4 Bände (Le Déclic – Une femme sous influence, 1984; Le Déclic 2, 1991; Le Déclic 3, 1994; Le Déclic 4, 2001)
- Der Duft des Unsichtbaren, 2 Bände (Le Parfum de l’invisible, 1986; Le Parfum de l’invisible 2, 1995)
- Candid camera (Candide Caméra, 1990)
- Columbus (Christophe Colomb, 1992; Text: Enzo Biagi)
- Jeden Tag um sechs (Rendez-vous fatal, 1996)
- Gullivera (Gulliveriana, 1996) (eine frivole Travestie der Gullivers Reisen von Jonathan Swift)
- Kamasutra (Le Kama Sutra, 1997) (frei nach Vatsyayana Mallanaga)
- Der goldene Esel (La Métamorphose de Lucius, 1999) (nach dem antiken Roman Metamorphosen von Apuleius)
- Mann aus Papier (L’homme de papier, 1999)
- Revolution (Révolution, 2000)
- Piranesi – Planet der Verdammten (Piranèse – La Planète prison, 2002)
- Quarantasei 46 (2006, Hauptfigur ist der Motorradfahrer Valentino Rossi)
- B46K (2006, Text: Valentino Rossi)
- X-Men – Frauen auf der Flucht (Szenario: Chris Claremont) (X-Men: Jeunes filles en fuite, 2011)
- WWW – Wendi, Wilma, Wanda
- Der Schein trügt
- Genius
- Jolanda de Almaviva
- Das Tagebuch der Sandra F.

Mit Alfredo Castelli und Mario Gomboli
- Strategie der Spannung – Ein Bündel Bomben (Un fascio di bombe, 1974)

Mit Federico Fellini
- Die Reise nach Tulum (Voyage à Tulum, 1990)
- Die Reise von G. Mastorna (Le Voyage de G. Mastorna, 1996)

Mit Hugo Pratt
- Ein indianischer Sommer, 2 Bände (Un été indien, 1987)
- El Gaucho (El Gaucho, 1995)

Mit Alejandro Jodorowsky
- Borgia

Band 1 – Blut für den Papst (Du sang pour le pape, 2004)
Band 2 – Macht und Inzest (Le Pouvoir et l’Inceste, 2006)
Band 3 – Ketzer und Könige (Les Flammes du bûcher, 2008)
Band 4 – Alles ist Eitel (Tout est vanité, 2010)
Mit Umberto Eco
- Der Name der Rose - (il nome della rosa, 2023) - 978-3-446-27844-8

### Artbooks
- Mein Museum
- Memory (Memory, 2001)
- Honey abends allein zu Haus
- Bolero
- Glamour Book, Glamour Production International (2 Bände: Un Giuoco und Lo Scimmiotto)
- Venus & Salome (Vénus et Salomé, 1994)
- Die Phantasien des Manara
- Sensualitars di Milo Manara (La Perla)
- Donne e motori (mit einem Vorwort von Claudio Nobis und Vincenzo Mollica)
- Péntiti!

### Portfolios
- Il gioco (1/2)
- Stille Tage in Clichy (nach Henry Miller bzw. nach den gleichnamigen Filmen von Claude Chabrol[2] und Jens Jørgen Thorsen[3])
- Dolomites Encantedes
- Letters from a Portuguese nun (nach Soror Mariana Alcoforado bzw. nach dem gleichnamigen Film von Jess Franco[4])
- Fellini / Roma
- Iliade
- 2000 (für Legambiente)
- Pin Up Movie Star
- Pinup-Art
- Foemina
- Mozart

### Buchillustrationen
- Die Kunst, den Hintern zu versohlen von Jean-Pierre Enard (L’art de la fessée, 2001)
- Der Sonnenvogel von Wilbur Smith (L’Oiseau de soleil, 1991)
- Aphrodite von Pierre Louÿs (Aphrodite – Livre premier, 1999)
- Iris und der Scheich von Lina Wertmüller
- L'uomo che cavalcava un sogno von Donatello Bellomo
- Il traguardo.IT von Vincenzo Borgomeo
- Il romanzo di Alessandro von Valerio Massimo Manfredi

### Platten- und CD-Cover
- Tango dei miracoli von David Riondino
- Non svegliate l’amore von David Riondino und Mario Baratto
- 12000 Lune von Lucio Dalla
- La grande avventura von Riccardo Cocciante
- Stella Dissidente von Enzo Avitabile
- Kufia von Coro Al Aqsa
- Vertigo of Bliss von Biffy Clyro

### CD-ROMs
- Gulliveriana (1996)
- Il gioco del Kamasutra (1997)
- Giuseppe Bergmann: A riveder le stelle (1999)
- Milo Manara – CD-ROM Anthology

## Verfilmungen
- Serien
  - Click (1997, Außer Kontrolle[5])
- Filme
  - Le Déclic(1985[6])
  - Le Parfum de l'invisible(1997[7])
  - La Légende de Parva(2003[8])

## Preise
- 1978: Yellow Kid and Gran-Guinigi-Preis für italienische Künstler
- 1998: Harvey Awards
- 2004: Eisner Award for „Best Anthology“, für The Sandman: Endless Nights (zusammen mit acht weiteren Zeichnern)